# Черноярская крепость
Черноярская крепость — несохранившаяся историческая крепость в Чёрном Яре Астраханской области.

## История
Крепость была заложена в 1627 году по указу царя Михаила Фёдоровича воеводами Андреем Глуховским и Матвеем Львовым. Она предназначалась для охраны волжского речного пути между Царицыным и Астраханью от набегов казаков, крымских татар и калмыков. По данным Адама Олеария, побывавшего здесь в 1636 году, возведение крепости было вызвано крупным нападением казаков на русский караван из 1500 человек. Лес, использовавшийся для строительства крепости, был сплавлен по Волге. Из-за опасности нападений при крепости долгое время не мог возникнуть посад и Чёрный Яр оставался чисто гарнизонным городом. Первоначальное название Михайлов Новгород в честь царя Михаила Фёдоровича не прижилось, вместо него крепость назвали Чёрным Яром, по высокому чернозёмному обрыву, на гребне которого она стояла. Однако подмыв этого места Волгой вскоре заставил обитателей Чёрного Яра перенести крепость на полмили выше по течению. Именно эту крепость и изобразил Адам Олеарий на рисунке, опубликованном в его «Описании путешествия в Московию». Согласно его данным, крепость имела восемь башен и была окружена толстой бревенчатой оградой, её обитатели состояли исключительно из стрельцов. Исходя из этого описания, крепость, по-видимому, была регулярной и четырёхугольной с четырьмя угловыми и четырьмя «середними» башнями. Обращённая к Волге центральная башня называлась Спасской. По рисунку предполагается срубный характер стен. В крепости, исходя из рисунка, была соборная церковь с шатровым верхом и шатровой колокольней. Кроме неё в крепости, по-видимому, располагалось несколько казённых построек, таких как воеводский двор и приказная изба. Справа от крепости изображена одна из дозорных вышек, о которых упоминает в своих записках Олеарий.
Гарнизон крепости в 1637—1638 годах состоял из 412 служилых людей и 90 годовальщиков. В 1661—1662 годах в Чёрном Яре было 259 человек. Чтобы предупредить «безвестный» приход опасных соседей, гарнизон постоянно высылал разъезды и много внимания уделял разведке. В 1667 году царь Алексей Михайлович, узнав о планирующемся походе Степана Разина в Персию «за зипунами», велел черноярскому и астраханскому гарнизонам не пропускать его и при необходимости дать бой. Однако они, объединив свои силы, так и не смогли помешать Разину. Во время восстания Разина под Чёрным Яром в июле 1670 года стояло 3-тысячное царское войско, готовое дать бой повстанцам, однако гарнизон крепости перешёл на сторону Разина и развернул пушки против царской рати. Оказавшись в западне, царское войско сдалось в плен. Разинцы казнили весь командный состав, а также воеводу Чёрного Яра Ивана Сергиевского. Чёрноярская крепость была освобождена войском боярина и воеводы Ивана Милославского в августе 1671 года.

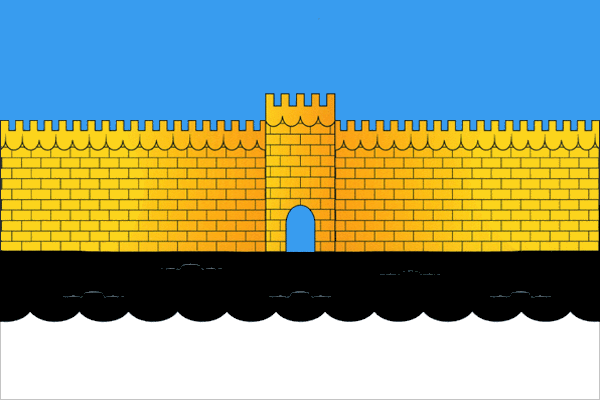
Крепостная стена на современном флаге Чёрного Яра

Из описи 1703 года видно, что стены были высотой 4,2 м. Четыре проездные башни — Спасская, Егорьевская, Крымская и Лебяжья — были ветхими и большинство из них (кроме Крымской) не имели шатров. В плане крепость представляла почти правильный квадрат, каждая из сторон без учёта башен насчитывала 243 м. Предполагается, что крепость с трёх сторон окружали ров, надолбы и честик. Ветхость оборонительных сооружений в значительной мере компенсировал хороший артиллерийский парк, состоявший из 13 больших и малых пушек. Гарнизон крепости в 1705 году насчитывал 450 стрельцов. Именно в этом году на фоне Астраханского восстания гарнизон переметнулся на сторону восставших и выдержал осаду крупным калмыцким войском хана Аюки, сохранявшего верность царю. Спустя несколько месяцев город сдался войску Бориса Петровича Шереметева.
В 1741 году крупный пожар уничтожил значительную часть крепостных укреплений и жилой застройки Чёрного Яра. По распоряжению Василия Татищева крепость была обновлена — обнесена высоким и крепким валом, палисадом и пятью бастионами и двумя полубастионами. Этого было достаточно против плохо вооружённых кочевников.
Крепость была упразднена в течение XIX века. До наших дней не дошли земляные валы ни первой, ни второй Черноярской крепости, пав жертвой эрозии речного берега. Вознесенский собор, стоявший в центре крепости, был уничтожен уже в советское время.